# Чемпионат мира по шорт-треку 1994
Чемпионат мира по шорт-треку 1994 года проходил 31 марта-02 апреля в Гилфорде (Великобритания).

## Общий медальный зачёт
| Место | Страна           | Золото | Серебро | Бронза | Всего |
| ----- | ---------------- | ------ | ------- | ------ | ----- |
| 1     | Канада           | 6      | 6       | 3      | 15    |
| 2     | Республика Корея | 2      | 3       | 5      | 10    |
| 3     | Италия           | 1      | 0       | 0      | 1     |
| 3     | Япония           | 1      | 0       | 0      | 1     |
| 5     | Китай            | 0      | 1       | 1      | 2     |
| 6     | Австралия        | 0      | 1       | 0      | 1     |

## Медалисты

### Мужчины
| Дисциплина | Золото                                                               | Серебро                                                   | Бронза                                                                               |
| ---------- | -------------------------------------------------------------------- | --------------------------------------------------------- | ------------------------------------------------------------------------------------ |
| Многоборье | Марк Ганьон Канада                                                   | Фредерик Блэкберн Канада Чхэ Джи Хун Республика Корея     | место не присуждалось                                                                |
| 500 м      | Фредерик Блэкберн Канада                                             | Деррик Кэмпбелл Канада                                    | Ким Ки Хун Республика Корея                                                          |
| 1000 м     | Марк Ганьон Канада                                                   | Фредерик Блэкберн Канада                                  | Деррик Кэмпбелл Канада                                                               |
| 1500 м     | Чхэ Джи Хун Республика Корея                                         | Марк Ганьон Канада                                        | Деррик Кэмпбелл Канада                                                               |
| 3000 м     | Орацио Фагоне Италия                                                 | Чхэ Джи Хун Республика Корея                              | Марк Ганьон Канада                                                                   |
| Эстафета   | Япония · Сатору Тэрао · Юити Акасака · Хидэто Имаи · Тацуеси Исихара | Эндрю Мерта Стивен Брэдбери Киран Хансен Ричард Низельски | Канада · Марк Ганьон · Фредерик Блэкберн · Деррик Кэмпбелл · Стивен Гоф · Денис Муро |

### Женщины
| Дисциплина | Золото                                                                                   | Серебро                                                              | Бронза                                                             |
| ---------- | ---------------------------------------------------------------------------------------- | -------------------------------------------------------------------- | ------------------------------------------------------------------ |
| Многоборье | Натали Ламбер Канада                                                                     | Ким Со Хи Республика Корея                                           | Ким Рян Хи Республика Корея                                        |
| 500 м      | Маринелла Канклини Италия                                                                | Натали Ламбер Канада                                                 | Ян Ян (А) Китай                                                    |
| 1000 м     | Натали Ламбер Канада                                                                     | Ким Со Хи Республика Корея                                           | Ким Рян Хи Республика Корея                                        |
| 1500 м     | Ким Со Хи Республика Корея                                                               | Натали Ламбер Канада                                                 | Ким Рян Хи Республика Корея                                        |
| 3000 м     | Натали Ламбер Канада                                                                     | Ким Рян Хи Республика Корея                                          | Ян Ян (А) Китай                                                    |
| Эстафета   | Канада · Натали Ламбер · Анджела Катроне · Изабель Шаре · Кристин Будриас · Сильви Дэгль | Китай · Ван Сюлань · Ян Ян (А) · Чжан Яньмэй · Чжан Цзин · Су Сяохуа | Республика Корея · Чон Ли Ген · Ким Со Хи · Ким Юн Ми · Вон Хе Гён |